# Antje von Rein
Antje von Rein (* 4. März 1956 in Ahrensbök, Kreis Ostholstein, Schleswig-Holstein) ist eine deutsche Pädagogin und Dozentin in der Erwachsenenbildung.

## Leben
Nach dem Abitur studierte Antje von Rein Germanistik, Geographie und Pädagogik an der Universität Hamburg. 1981 bis 1982 war sie Referendarin am Studienseminar Hamburg, am Gymnasium Finkenwerder und am Helene-Lange-Gymnasium. 1982 legte sie das Zweite Staatsexamen als Gymnasiallehrerin ab, 1999 erfolgte in Hamburg die Promotion zur Doktorin der Philosophie.

## Berufstätigkeit
Nach dem 2. Staatsexamen unterrichtete Antje von Rein am Elise-Averdieck-Gymnasium und wechselte 1983 als Dozentin für Rhetorik und Literatur an die Hamburger Volkshochschule. Dort war sie zwischen 1984 und 1986 als Wissenschaftliche Angestellte für die Konzeptentwicklung im Bereich Deutsch verantwortlich, baute bis 1987 den Bereich Alphabetisierung beim Volkshochschulverein Ost auf und wirkte von 1988 bis 1991 als Fachbereichsleiterin Kulturelle Bildung an der Hamburger Volkshochschule, in dieser Funktion seit 1989 als Studienrätin an der Volkshochschule.
Von 1991 bis 1996 war Antje von Rein Stellvertretende Leiterin des Adolf-Grimme-Instituts des Deutschen Volkshochschulverbandes e. V., von 1996 - 1998 war sie als  Wissenschaftliche Angestellte zum Zwecke der Promotion beim DIE/DVV tätig. Die Promotion erfolgte 1999 mit der Dissertation „Öffentlichkeitsarbeit an Volkshochschulen“ bei Peter Faulstich, Universität Hamburg. 1999 Rückkehr in das Beamtenverhältnis an der Hamburger Volkshochschule mit der Zuständigkeit für Marketing und Öffentlichkeitsarbeit. 2000 - 2004 war Antje von Rein zuständig für das Zentrale Marketing der Hamburger Volkshochschule mit konzeptioneller Entwicklung von CI, CD, Marketing und Marktforschung sowie Praktikantenbetreuung für diesen Bereich. 2004 -2005 wurde ihr die Leitung der Region West der Hamburger Volkshochschule übertragen, von 2005 bis 2019 war sie erneut tätig im Bereich Marketing der Hamburger Volkshochschule als Pressesprecherin.

## Weitere Tätigkeiten
Antje von Rein übernahm Lehraufträge an den Universitäten Marburg, Lüneburg, Hamburg (auch Universität der Bundeswehr) und Hannover (ZEW) zu Marketing, zur Bildungswerbung und zu Medienfragen. Ab 2000 war sie zuständig für den Schwerpunkt Bildungsmanagement an der Helmut-Schmidt-Universität, Professur für Erwachsenenbildung (Prof. Jagenlauf) mit regelmäßiger Lehrverpflichtung in den Bereichen Bildungsmarketing, Organisations- und Personalentwicklung in Weiterbildungseinrichtungen, ab 2006 übte sie an der Leuphana Universität Lüneburg Lehraufträge für Bachelor und Masterstudiengänge in Erziehungswissenschaft/Erwachsenenbildung zu den Themen Bildungsmanagement, Zielgruppenspezifische Angebotsplanung, Qualitätsmanagement sowie Organisations- und Personalentwicklung von Bildungseinrichtungen aus. Weiterhin übernahm sie allgemeine Referenten- und Beratungstätigkeiten in der Erwachsenenbildung und im Non-Profit Bereich und arbeitete in bundesweiten und europäischen Bildungs-Projekten, z. B. zu Trends und Angebotsinnovationen im Weiterbildungsbereich, ImZiel (Implementierung zielgruppenspezifischer Angebotsinnovation) oder WIE (Weiterbildungsmarketing in Europa). In unterschiedlichen Medien übte sie freiberufliche Tätigkeit in unterschiedlichen Medien aus.

## Veröffentlichungen
- Antje von Rein: Profil und Image – Auswertung des Projekts Öffentlichkeitsarbeit für Bildungsurlaube, Adolf-Grimme-Institut, Marl, 1992
- Antje von Rein/Ralf Hilgenstock: Lokaler Rundfunk als Mittel der Öffentlichkeitsarbeit, Adolf-Grimme-Institut, Marl, 1993
- Antje von Rein: Medien und Erwachsenenbildung. In: Konzeption Kulturelle Bildung, Analysen und Perspektiven, Hrsg. Deutscher Kulturrat, Klartext Verlag Essen, 1994
- Antje von Rein: Volkshochschule als Kulturinstitution zwischen Medien und Markt In: Hessische Blätter für Volksbildung, Hrsg. Hessischer Volkshochschulverband Frankfurt/Main, 3/1994
- Antje von Rein: Wirksamkeit und Qualität. Dokumentation eines Modellprojektes, Adolf-Grimme-Institut, Marl 1996
- Antje von Rein (Hrsg.): Medienkompetenz als Schlüsselbegriff. Klinkhardt, Bad Heilbrunn 1996 (Theorie und Praxis der Erwachsenenbildung)
- Nicole Hoffmann/Antje von Rein (Hrsg.): Selbstorganisiertes Lernen in (berufs-) biographischer Reflexion. Klinkhardt, Bad Heilbrunn 1998 (Theorie und Praxis der Erwachsenenbildung)
- Antje von Rein: Öffentlichkeitsarbeit in der Weiterbildung. Bielefeld 2000
- Antje von Rein/Carla Sievers: Öffentlichkeitsarbeit und Corporate Identity an Volkshochschulen. DIE-Studientexte für Erwachsenenbildung. 3. überarb. Aufl., Bielefeld 2005